# قائمة المطارات في الصحراء الغربية
قائمة المطارات في الصحراء الغربية هذه هي قائمة المطارات في الصحراء الغربية ، مرتبة حسب الموقع. أغلب المطارات تحت سيطرة المغرب.

## المطارات
| المدينة | اسم المطار                     | إحداثيات                                       | تحت سيطرة |
| ------- | ------------------------------ | ---------------------------------------------- | --------- |
| الداخلة | مطار الداخلة                   | 23°43′05″N 015°55′55″W / 23.71806°N 15.93194°W | المغرب    |
| العيون  | مطار الحسن الأول (مطار العيون) | 27°09′06″N 013°13′09″W / 27.15167°N 13.21917°W | المغرب    |
| السمارة | مطار السمارة                   | 26°43′54″N 011°41′04″W / 26.73167°N 11.68444°W | المغرب    |
| الكويرة | مطار الكويرة                   | 20°51′0″N 017°5′0″W / 20.85000°N 17.08333°W    | موريتانيا |

### مهابط طائرات أخرى غير معبدة فيالصحراء الغربية
- مطار أم دريغا
- 1,960 متر (6,430 قدم) مدرج بين الشمال والجنوب [1] في مرافق مراقبة الحدود المغربية جنوب الكركرات .
- مهبط للطائرات[2] جنوب غرب تيفاريتي
- اثنان من مهابط الطائرات الترابية [3] إلى الغرب من المحبس